# Tổng giáo phận Jakarta
Tổng giáo phận Jakarta (tiếng Indonesia: Keuskupan Agung Jakarta; tiếng Latinh: Archidioecesis Giakartana) là một tổng giáo phận của Giáo hội Latinh trực thuộc Giáo hội Công giáo Rôma, quản lí vùng Java ở Indonesia.
Nhà thờ chính tòa của tổng giáo phận là Nhà thờ chính tòa Đức Mẹ lên trời tại thủ đô Jakarta.

## Địa giới
Địa giới giáo phận bao gồm các lãnh thổ sau trên đảo Java ở Indonesia:
- Các thành phố thuộc thủ đô Jakarta;
- huyện và thành phố Bekasi thuộc tỉnh Tây Java;
- huyện và thành phố Tangerang thuộc thành phố Tangerang Nam thuộc tỉnh Banten.

Tòa giám mục và Nhà thờ chính tòa của giáo phận được đặt tại thành phố Jakarta.
Tổng giáo phận bao phủ diện tích 10.775 km² và được chia thành 67 giáo xứ thuộc 8 giáo hạt.
Tổng giáo phận quản lí Giáo tỉnh Giacarta, thành lập 1961 với các giáo phận trực thuộc là Giáo phận Bandung và Giáo phận Bogor.

## Lịch sử
Năm 1807 Louis Bonaparte trở thành vua Holland và Giáo hoàng Piô VII đã chia các lãnh thổ hải ngoại của Hà Lan thành ba giáo tỉnh, 2 trong số đó thuộc vùng Antilles và 1 thuộc vùng Đông Ấn có trụ sở tại Batavia, ngày nay là Jakarta. Vào năm sau, một Phủ doãn Tông tòa đã được chỉ định, tuy nhiên đến năm 1826 Hạt Phủ doãn Tông tòa Batavia trên thực tế mới được thành lập, trên phần lãnh thổ tách ra từ Hạt Phủ doãn Tông tòa Bourbon, hay còn được gọi là Hạt Phủ doãn Tông tòa các Vùng biển phía Nam.
Vào ngày 3/4/1841 Hạt Phủ doãn Tông tòa được nâng cấp thành một Hạt Đại diện Tông tòa.
Sau đó lãnh thổ Hạt Đại diện Tông tòa được chia tách nhiều lần để thành lập:
- Hạt Phủ doãn Tông tòa Labuan và Borneo (hiện là Tổng giáo phận Kota Kinabalu) vào ngày 4/9/1855;
- Hạt Phủ doãn Tông tòa New Guinea thuộc Hà Lan (hiện là Giáo phận Amboina) vào ngày 22/12/1902;
- Hạt Phủ doãn Tông tòa Borneo thuộc Hà Lan (hiện là Tổng giáo phận Pontianak) vào ngày 11/2/1905;
- Hạt Phủ doãn Tông tòa Sumatra (hiện là Tổng giáo phận Medan) vào ngày 30/6/1911;
- Hạt Phủ doãn Tông tòa Quần đảo Sunda Nhỏ (hiện là Tổng giáo phận Ende) vào ngày 16/9/1913, và đảo Flores được sáp nhập vào Hạt Phủ doãn Tông tòa ngày 20/7/1914;
- Hạt Phủ doãn Tông tòa Celebes (hiện là Giáo phận Manado) vào ngày 19/11/1919;
- Hạt Phủ doãn Tông tòa Malang (hiện là Giáo phận Malang) vào ngày 27/4/1927;
- Hạt Phủ doãn Tông tòa Surabaia (hiện là Giáo phận Surabaya) vào ngày 15/2/1928;
- Hạt Phủ doãn Tông tòa Bandung (hiện là Giáo phận Bandung) vào ngày 20/4/1932;
- Hạt Phủ doãn Tông tòa Purwokerto (hiện là Giáo phận Purwokerto) vào ngày 25/4 cùng năm;
- Hạt Đại diện Tông tòa Semarang (hiện là Tổng giáo phận Semarang) vào ngày 25/6/1940;
- Hạt Phủ doãn Tông tòa Sukabumi (hiện là Giáo phận Bogor) vào ngày 9/12/1948.

Vào ngày 7/2/1950 Hạt Đại diện Tông tòa đã đổi tên thành Hạt Đại diện Tông tòa Giacarta theo nghị định Cum recenti của Bộ Truyền giáo.
Vào ngày 3/1/1961 Hạt Đại diện Tông tòa được nâng cấp thành một tổng giáo phận đô thành theo tông sắc Quod Christus của Giáo hoàng Gioan XXIII.
Vào ngày 22/8/1973 tên tiếng Latinh của tổng giáo phận đã được đổi tên thành như hiện tại theo nghị định Cum propositum của Bộ Truyền giáo, thay thế tên cũ Archidioecesis Diakartana.

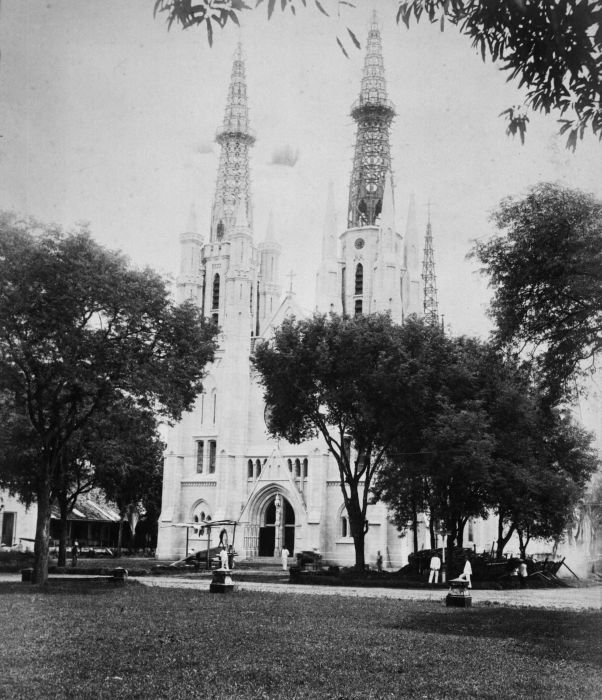
Ảnh nhà thờ chính tòa Jakarta xưa

## Giám mục quản nhiệm
Các giai đoạn trống tòa không quá 2 năm hay không rõ ràng bị loại bỏ.
- Jacobus Nelissen † (1808 - 6/12/1817 qua đời)[2]
- Lambertus Prinsen † (1818 - 1830 từ nhiệm)[3]
- Johannes Scholten † (10/9/1831 - 1842 từ nhiệm)[4]
- Jacobus Grooff † (20/9/1842 - 19/4/1852 qua đời)
- Petrus Maria Vrancken † (19/4/1852 thừa kế chức vụ - 28/5/1874 từ nhiệm)
- Adam Charles Claessens † (16/6/1874 - 23/5/1893 từ nhiệm)
- Walterus Staal, S.I. † (23/5/1893 - 30/6/1897 qua đời)
- Edmondo Luypen, S.I. † (21/5/1898 - 2/5/1923 qua đời)
- Antonius van Velsen, S.I. † (21/1/1924 - tháng 3/1933 từ nhiệm)
- Peter Willekens, S.I. † (23/7/1934 - 1952 từ nhiệm)
- Ađrianô Djajasepoetra, S.I. † (18/2/1953 - 21/5/1970 từ nhiệm[5])
- Lêô Soekoto, S.I. † (21/5/1970 - 30/12/1995 qua đời)
- Giuliô Riyadi Darmaatmadja, S.I. (11/1/1996 - 28/6/2010 về hưu)
- Inhaxiô Suharyo Hardjoatmodjo, từ 28/6/2010

## Thống kê
Đến năm 2021, trên toàn tổng giáo phận có 527.990 giáo dân trên dân số tổng cộng 20.202.020, chiếm 2,6%.
| Năm  | Dân số   | Dân số     | Dân số | Linh mục      | Linh mục       | Linh mục      | Linh mục                | Phó tế | Tu sĩ     | Tu sĩ    | Giáo xứ |
| Năm  | giáo dân | tổng cộng  | %      | linh mục đoàn | linh mục triều | linh mục dòng | tỉ lệ giáo dân/linh mục | Phó tế | nam tu sĩ | nữ tu sĩ | Giáo xứ |
| ---- | -------- | ---------- | ------ | ------------- | -------------- | ------------- | ----------------------- | ------ | --------- | -------- | ------- |
| 1950 | 29.379   | 3.500.000  | 0,8    | 57            | 1              | 56            | 515                     |        | 54        | 256      | 12      |
| 1970 | 59.846   | 6.500.000  | 0,9    | 100           | 8              | 92            | 598                     |        | 133       | 306      |         |
| 1980 | 148.034  | 7.545.421  | 2,0    | 133           | 8              | 125           | 1.113                   | 1      | 218       | 337      | 33      |
| 1990 | 288.052  | 10.233.300 | 2,8    | 168           | 27             | 141           | 1.714                   |        | 261       | 402      | 40      |
| 1998 | 374.777  | 10.579.800 | 3,5    | 229           | 30             | 199           | 1.636                   |        | 407       | 568      | 51      |
| 2002 | 411.036  | 11.279.332 | 3,6    | 277           | 45             | 232           | 1.483                   |        | 393       | 583      | 53      |
| 2013 | 481.655  | 12.751.000 | 3,8    | 345           | 65             | 280           | 1.396                   |        | 467       | 622      | 63      |
| 2016 | 499.485  | 19.090.000 | 2,6    | 328           | 66             | 262           | 1.522                   |        | 439       | 557      | 65      |
| 2019 | 511.891  | 19.795.950 | 2,6    | 358           | 89             | 269           | 1.429                   |        | 490       | 635      | 66      |
| 2021 | 527.990  | 20.202.020 | 2,6    | 381           | 105            | 276           | 1.385                   |        | 477       | 641      | 67      |